# 戴维·巴莱罗
戴维·巴莱罗（西班牙語：David Valero，1988年12月27日—），西班牙男子自行车运动员。他曾代表西班牙参加2016年和2020年夏季奥林匹克运动会自行车比赛，其中2020年奥运会获得一枚铜牌。